# Nataša Vaupotič
Nataša Vaupotič, slovenska fizičarka, * 17. julij 1967, Ptuj.
Nataša Vaupotič je profesorica fizike na Fakulteti za naravoslovje in matematiko Univerze v Mariboru.

## Priznanja

### Nagrade
- (2021) Zoisovo priznanje — za raziskave na področju modeliranja struktur in resonančnega odziva večrazsežnih termotropnih faz
- (2023) Prometej znanosti za odličnost pri komuniciranju Slovenske znanstvene fundacije — za odmevne projekte popularizacije fizike v letu 2022[1]